# Stagni del Patriarca
Gli stagni del Patriarca (in russo Патриаршие пруды?, Patriaršie prudy) sono un parco cittadino di Mosca, situato nel centro del quartiere Presnenskij. Malgrado la denominazione, da ormai due secoli esiste un solo stagno, la cui area è di 9 900 metri quadrati con una profondità di circa due metri.
L'area dello stagno è raggiungibile a piedi dalle fermate Majakovskaja e Puškinskaja della metropolitana di Mosca.

## Storia
La zona prende il nome dalla Sloboda "caprina" del Patriarca (in russo Патриаршая Козья слобода?, Patriaršaja Koz'ja sloboda), risalente al XVII secolo, situata sulla palude "caprina" (in russo Козье болото?, Koz'e boloto). Tale palude era un tempo collegata a ovest da un ruscello al fiume Presnja; nel 1739, quando fu compilata la prima carta topografica dell'area, il ruscello scomparve e la palude si separò dal Presnja. La palude era considerata una zona anomala, come testimoniato dal proverbio russo "Фома поспешил, да людей насмешил – увяз на Патриарших" ("Tommaso si affrettò, ma la gente rallegrò – si impantanò nei Patriaršie").
Il luogo prese la forma attuale e fu ripulito nel 1830-31, nell'ambito del piano di ricostruzione di Mosca dopo l'incendio del 1812. Gli edifici intorno allo stagno erano allora prevalentemente in legno, e la loro ricostruzione in pietra prese il via lentamente verso la seconda metà del XIX secolo. Nel dicembre 1905, l'area fu occupata dalle milizie studentesche di sinistra e divenne zona di scontro. Lo stagno ospitò anche il primo ospedale per bambini di Mosca (l'ospedale Filatov, che più tardi si trasferì sul vicino Anello dei giardini).
In seguito alla rivoluzione del 1917, gli spaziosi appartamenti di ricchi commercianti furono convertiti in appartamenti comuni (oggi oggetto di gentrificazione). Tra gli inquilini figuravano tra gli altri Michail Bulgakov e sua moglie Elena Šilovskaja. Fu proprio lo scrittore a conferire fama mondiale allo stagno, ambientandovi l'inizio del suo celebre romanzo Il maestro e Margherita. Nel parco sono stati eretti due monumenti proprio a Bulgakov e al collega Ivan Krylov.

## Nella cultura
- Il romanzo Il maestro e Margherita inizia agli stagni del Patriarca, dove il critico letterario Michail Berlioz ed il giovane poeta Ivan Ponyrëv incontrano un gentiluomo forestiero di nome Woland, che asserisce di essere esperto di magia nera (e che si rileverà essere il diavolo). La scena si conclude con l'investimento di Berlioz da parte di un tram. Sebbene non ci sia mai stato alcun servizio regolare di tram né binari permanenti attorno allo stagno, per un breve periodo, negli anni trenta, ci fu un binario di servizio temporaneo adibito a deposito notturno.
- Il parco viene menzionato anche da Lev Tolstoj in Anna Karenina (come luogo in cui Konstantin Levin cerca la principessa Kitty) e nel racconto La notte di Natale.
- Il poeta Evgenij Evtušenko ha dedicato agli Stagni del Patriarca la poesia Vietato parlare agli estranei (in russo Запрещено разговаривать с незнакомцами?, Zaprešeno razgovarivat' s neznakomcami), omaggio al primo capitolo de Il maestro e Margherita di Bulgakov.